# Světový pohár ve skocích na lyžích
Světový pohár ve skocích na lyžích pořádá Mezinárodní lyžařská federace (FIS) pro muže od sezóny 1979/1980. Jeho prvním vítězem byl Rakušan Hupert Neuper. Jediným Čechem, který seriál zatím vyhrál, byl v sezóně 2005/2006 Jakub Janda. Ženský světový pohár se koná od sezóny 2011/2012, první vítězkou byla Američanka Sarah Hendricksonová.

## Pravidla
Světový pohár ve skocích na lyžích upravují zvláštní pravidla vyhlašovaná FIS.

### Závody jednotlivců
Závody SP smí absolvovat skokani, které nominuje jejich národní svaz a kteří již získali body v Grand Prix či SP nebo alespoň jednou bodovali v závodech Kontinentálního poháru v aktuální či loňské sezóně.
Počet startujících z jedné země je omezen (podle pravidel na sezónu 2006–2007 na šest skokanů z jedné země s bonusy za postavení v pořadí SP, SP zemí, světovém žebříčku či Kontinentálním poháru). Pořádající země může postavit navíc 6 skokanů, tak zvanou národní skupinu, což dává příležitost získávat zkušenosti mladým závodníkům.

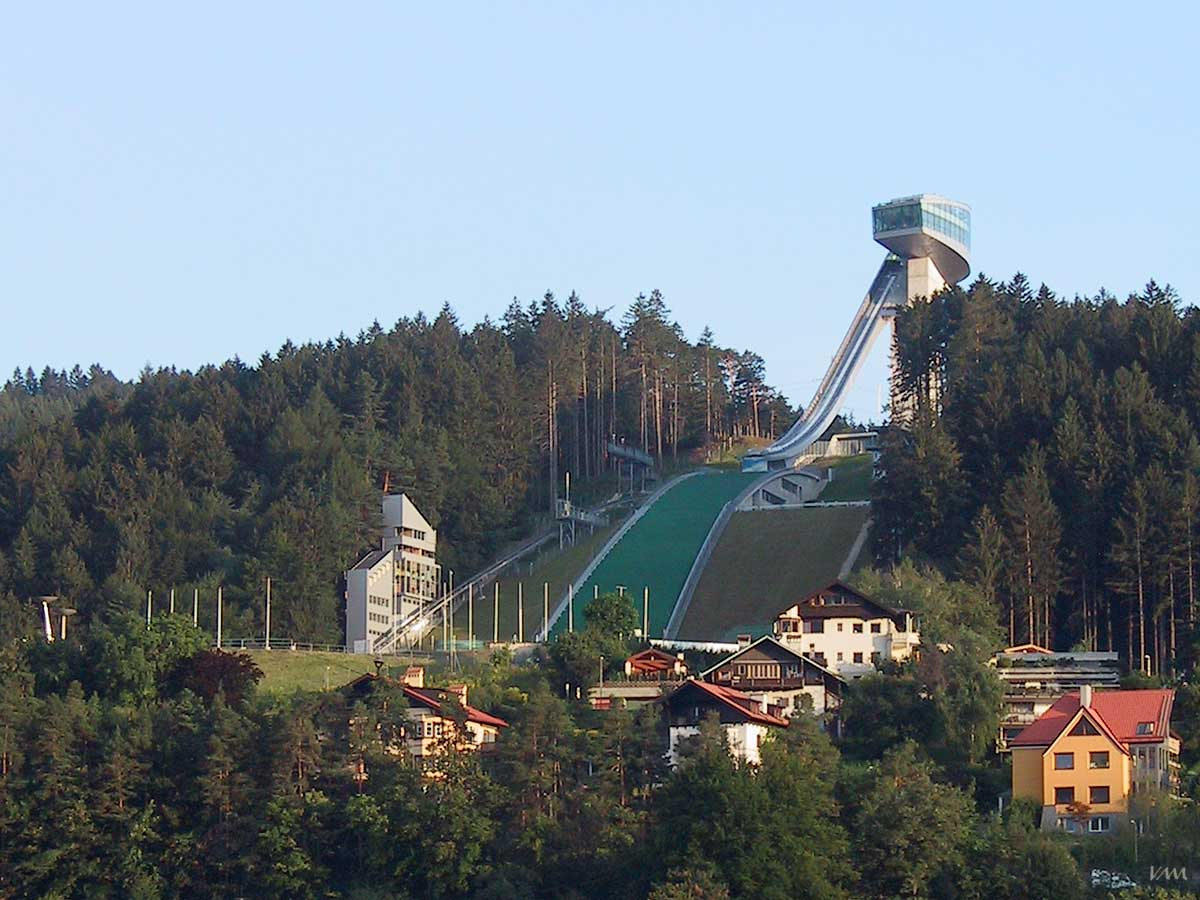
Po první polovině Turné čtyř můstků střídají v Innsbrucku na můstku Bergisel německou národní skupinu rakouští talenti

Do závodu smí obvykle nastoupit padesát závodníků (v letech na lyžích čtyřicet). První desítka v aktuálním pořadí SP má postup do závodu zaručen, ostatní skokani musejí absolvovat jeden kvalifikační skok a z nich postupuje 35 nejlépe bodovaných skokanů. Sportovec, který při svém pokusu upadne, avšak dosáhne alespoň 95% maximální délky skoku závodníka, který musel projít kvalifikací, se také může zúčastnit závodu.
Do druhého kola závodu postupuje třicet nejlépe obodovaných skokanů z prvního kola. Opět platí, že skokan, jenž dopad neustál, ale dosáhne alespoň 95% délky letu vítěze prvního kola, postupuje v závodu dále.
Specifický průběh mají čtyři závody SP tvořící Turné čtyř můstků. O druhé kolo se bojuje K.O. systémem (1. v tabulce proti poslednímu postupujícímu z kvalifikace, 2. proti 49. atd.). Postupují pouze vítězové a pět poražených s nejlepším bodovým ohodnocením.

#### Bodování
Skokani dostávají body za dosažené umístění v jednotlivých závodech Světového poháru. Vítězem Světového poháru je závodník, který má na konci sezóny v součtu nejvíce bodů. Body jsou v jednotlivých závodech rozdělovány podle následující tabulky:
| místo | body |
| ----- | ---- |
| 1.    | 100  |
| 2.    | 80   |
| 3.    | 60   |
| 4.    | 50   |
| 5.    | 45   |

| místo | body |
| ----- | ---- |
| 6.    | 40   |
| 7.    | 36   |
| 8.    | 32   |
| 9.    | 29   |
| 10.   | 26   |

| místo | body |
| ----- | ---- |
| 11.   | 24   |
| 12.   | 22   |
| 13.   | 20   |
| 14.   | 18   |
| 15.   | 16   |

| místo | body |
| ----- | ---- |
| 16.   | 15   |
| 17.   | 14   |
| 18.   | 13   |
| 19.   | 12   |
| 20.   | 11   |

| místo | body |
| ----- | ---- |
| 21.   | 10   |
| 22.   | 9    |
| 23.   | 8    |
| 24.   | 7    |
| 25.   | 6    |

| místo | body |
| ----- | ---- |
| 26.   | 5    |
| 27.   | 4    |
| 28.   | 3    |
| 29.   | 2    |
| 30.   | 1    |

Pokud dosáhnou dva skokané stejného výsledku, obdrží i stejné body za příslušné umístění a následující příčka je vynechána.

### Závody družstev
Každé národní mužstvo tvoří čtyři skokané. Trenéři určí pořadí, v jakém budou jejich svěřenci nastupovat. Týmy nastupují dle pořadí v aktuálním žebříčku Světového poháru národů (od země s nejhorším skóre po nejlepší). Jakmile se vystřídají první skokani ze všech soutěžících států, následují druzí atd. Body skokanů z jednoho týmu se sčítají, do druhého kola postupuje osm nejúspěšnějších zemí (od osmé příčky po vedoucí tým). V druhém kole každý skokan absolvuje ještě jeden skok.

#### Bodování
V týmových závodech získávají družstva body podle následující tabulky:
| místo | body |
| ----- | ---- |
| 1.    | 400  |
| 2.    | 350  |
| 3.    | 300  |
| 4.    | 250  |

| místo | body |
| ----- | ---- |
| 5.    | 200  |
| 6.    | 150  |
| 7.    | 100  |
| 8.    | 50   |

## Závody Světového poháru
První skokanský světový pohár začal v sezóně 1979–1980 těsně před Turné čtyř můstků závodem v italské Cortině d’Ampezzo. Závod vyhrál Toni Innauer z Rakouska, celý ročník ale získal po 25 závodech jeho krajan Hubert Neuper. Finálovým podnikem seriálu byl dvojzávod na středním a velkém můstku na slovenském Štrbském Plesu.

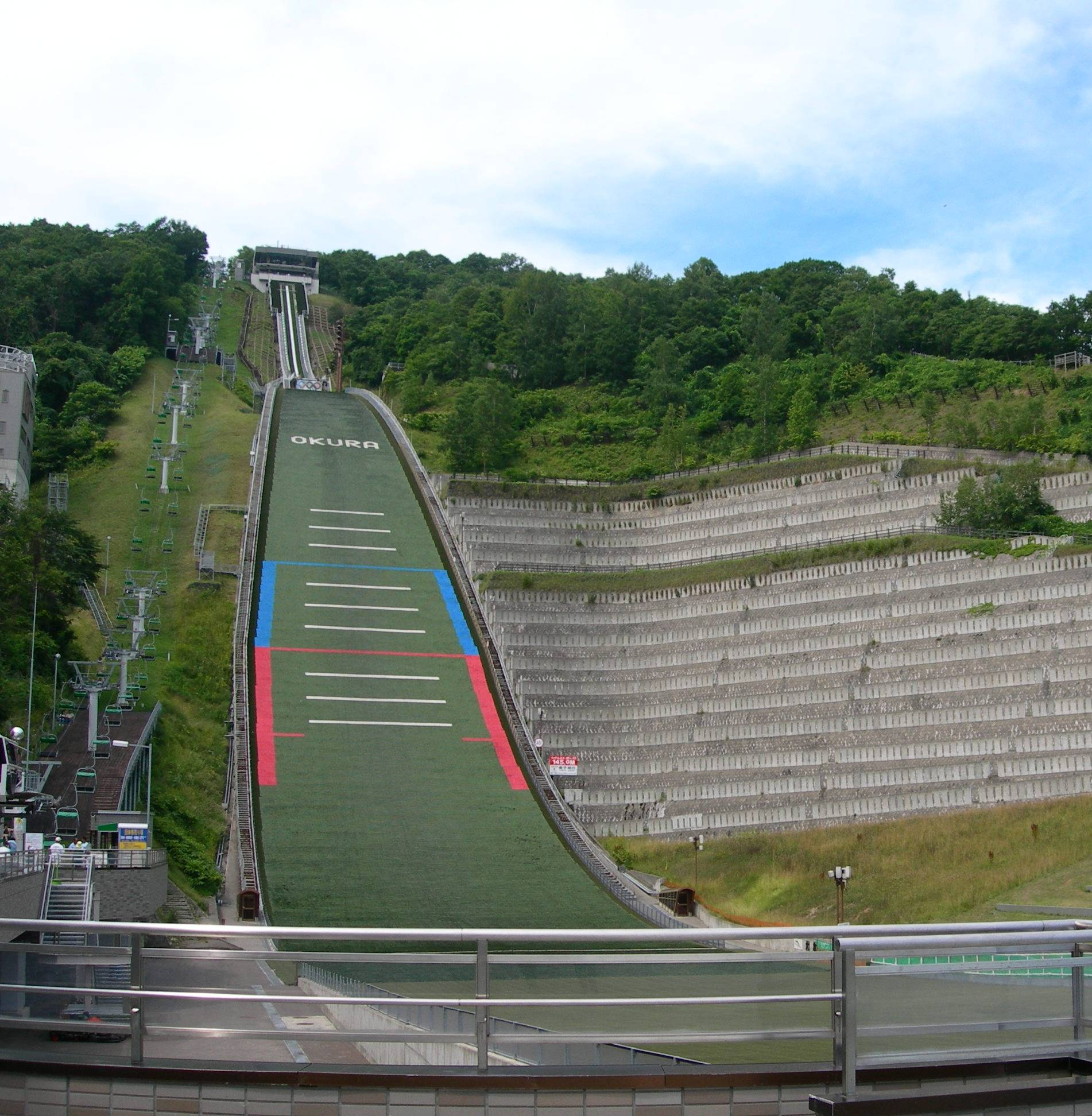
Můstek v Sapporu je nejčastějším asijským hostitelem Světového poháru

Na české území se Světový pohár skokanů poprvé zastavil v průběhu druhého ročníku v lednu 1981, kdy se jeho pole po Turné čtyř můstků vydalo do Harrachova a Liberce. Obě střediska pak hostila závody Světového poháru střídavě se Štrbským Plesem, Harrachov také často se svým mamutím můstkem a podnikem v letech na lyžích, v čemž se střídal s nemnoha dalšími funkčními mamutími můstky (hlavně Planicí, Oberstdorfem, Vikersundem či Kulmem). I díky tomu patří Harrachov mezi sedm nejpravidelnějších pořadatelů závodů Světového poháru, do roku 2005 (včetně) zde organizovali pohárový závod šestnáctkrát, o rok později byl závod kvůli nepřízni počasí zrušen.
Ze všech pořadatelů pouze závody zařazené do Turné čtyř můstků nikdy nechyběly v kalendáři Světového poháru, dalšími tradičními hostiteli jsou hlavně můstky v Lahti, Planici, Engelbergu nebo proslulý Holmenkollen v Oslu. Ze zámořských zemí hostily Světový pohár zatím Japonsko (hlavně v Sapporu), Kanada (Thunder Bay) a Spojené státy (Lake Placid). Do Severní Ameriky se skokani obvykle vydávali na začátku nebo na konci sezóny, japonský závod býval zařazen přímo do prostředku sezóny. Zatím poslední závod v Severní Americe ale byl do Světového poháru zařazen v roce 2004.
Seriál obvykle zahrnuje od 25 do 30 závodů (často dva na jednom můstku ve dvou dnech), začíná na konci listopadu a končí v březnu následujícího roku.

## Vítězové Světového poháru
| Sezóna  | 1. místo                    | 2. místo                    | 3. místo                  | Nejlepší Čech/Čechoslovák |
| ------- | --------------------------- | --------------------------- | ------------------------- | ------------------------- |
| 1979/80 | Hubert Neuper (AUT)         | Armin Kogler (AUT)          | Stanislaw Bobak (POL)     | Ján Tánczoš (46.)         |
| 1980/81 | Armin Kogler (AUT)          | Roger Ruud (NOR)            | Horst Bulau (CAN)         | Josef Samek (31.)         |
| 1981/82 | Armin Kogler (AUT)          | Hubert Neuper (AUT)         | Horst Bulau (CAN)         | Josef Samek (16.)         |
| 1982/83 | Matti Nykänen (FIN)         | Horst Bulau (CAN)           | Armin Kogler (AUT)        | Pavel Ploc (10.)          |
| 1983/84 | Jens Weissflog (GDR)        | Matti Nykänen (FIN)         | Pavel Ploc (TCH)          | Pavel Ploc (3.)           |
| 1984/85 | Matti Nykänen (FIN)         | Andreas Felder (AUT)        | Ernst Vettori (AUT)       | Jiří Parma (5.)           |
| 1985/86 | Matti Nykänen (FIN)         | Ernst Vettori (AUT)         | Andreas Felder (AUT)      | Jiří Parma (9.)           |
| 1986/87 | Vegard Opaas (NOR)          | Ernst Vettori (AUT)         | Andreas Felder (AUT)      | Jiří Parma (9.)           |
| 1987/88 | Matti Nykänen (FIN)         | Pavel Ploc (TCH)            | Primož Ulaga (YUG)        | Pavel Ploc (2.)           |
| 1988/89 | Jan Boklöv (SWE)            | Jens Weissflog (GDR)        | Dieter Thoma (FRG)        | Jiří Parma (16.)          |
| 1989/90 | Ari-Pekka Nikkola (FIN)     | Ernst Vettori (AUT)         | Andreas Felder (AUT)      | František Jež (5.)        |
| 1990/91 | Andreas Felder (AUT)        | Stefan Zünd (SUI)           | Dieter Thoma (GER)        | Pavel Ploc (20.)          |
| 1991/92 | Toni Nieminen (FIN)         | Werner Rathmayr (AUT)       | Andreas Felder (AUT)      | František Jež (7.)        |
| 1992/93 | Andreas Goldberger (AUT)    | Jaroslav Sakala (CZE)       | Noriaki Kasai (JPN)       | Jaroslav Sakala (2.)      |
| 1993/94 | Espen Bredesen (NOR)        | Jens Weissflog (GER)        | Andreas Goldberger (AUT)  | Jaroslav Sakala (4.)      |
| 1994/95 | Andreas Goldberger (AUT)    | Roberto Cecon (ITA)         | Janne Ahonen (FIN)        | Jakub Sucháček (16.)      |
| 1995/96 | Andreas Goldberger (AUT)    | Ari-Pekka Nikkola (FIN)     | Janne Ahonen (FIN)        | Jaroslav Sakala (18.)     |
| 1996/97 | Primož Peterka (SLO)        | Dieter Thoma (GER)          | Kazujoši Funaki (JPN)     | Jakub Sucháček (21.)      |
| 1997/98 | Primož Peterka (SLO)        | Kazujoši Funaki (JPN)       | Andreas Widhölzl (AUT)    | Jaroslav Sakala (21.)     |
| 1998/99 | Martin Schmitt (GER)        | Janne Ahonen (FIN)          | Noriaki Kasai (JPN)       | Jakub Sucháček (18.)      |
| 1999/00 | Martin Schmitt (GER)        | Andreas Widhölzl (AUT)      | Janne Ahonen (FIN)        | Michal Doležal (27.)      |
| 2000/01 | Adam Małysz (POL)           | Martin Schmitt (GER)        | Risto Jussilainen (FIN)   | Jakub Janda (35.)         |
| 2001/02 | Adam Małysz (POL)           | Sven Hannawald (GER)        | Matti Hautamäki (FIN)     | Jakub Janda (32.)         |
| 2002/03 | Adam Małysz (POL)           | Sven Hannawald (GER)        | Andreas Widhölzl (AUT)    | Jakub Janda (25.)         |
| 2003/04 | Janne Ahonen (FIN)          | Roar Ljøkelsøy (NOR)        | Bjørn Einar Romøren (NOR) | Jakub Janda (39.)         |
| 2004/05 | Janne Ahonen (FIN)          | Roar Ljøkelsøy (NOR)        | Matti Hautamäki (FIN)     | Jakub Janda (6.)          |
| 2005/06 | Jakub Janda (CZE)           | Janne Ahonen (FIN)          | Andreas Küttel (SUI)      | Jakub Janda (1.)          |
| 2006/07 | Adam Małysz (POL)           | Anders Jacobsen (NOR)       | Simon Ammann (SUI)        | Jakub Janda (22.)         |
| 2007/08 | Thomas Morgenstern (AUT)    | Gregor Schlierenzauer (AUT) | Janne Ahonen (FIN)        | Roman Koudelka (17.)      |
| 2008/09 | Gregor Schlierenzauer (AUT) | Simon Ammann (SUI)          | Wolfgang Loitzl (AUT)     | Roman Koudelka (16.)      |
| 2009/10 | Simon Ammann (SUI)          | Gregor Schlierenzauer (AUT) | Thomas Morgenstern (AUT)  | Jakub Janda (22.)         |
| 2010/11 | Thomas Morgenstern (AUT)    | Simon Ammann (SUI)          | Adam Małysz (POL)         | Roman Koudelka (16.)      |
| 2011/12 | Anders Bardal (NOR)         | Gregor Schlierenzauer (AUT) | Andreas Kofler (AUT)      | Roman Koudelka (10.)      |
| 2012/13 | Gregor Schlierenzauer (AUT) | Anders Bardal (NOR)         | Kamil Stoch (POL)         | Jan Matura (10.)          |
| 2013/14 | Kamil Stoch (POL)           | Severin Freund (GER)        | Peter Prevc (SLO)         | Jan Matura (26.)          |
| 2014/15 | Severin Freund (GER)        | Peter Prevc (SLO)           | Stefan Kraft (AUT)        | Roman Koudelka (7.)       |
| 2015/16 | Peter Prevc (SLO)           | Severin Freund (GER)        | Michael Hayböck (AUT)     | Jakub Janda (19.)         |
| 2016/17 | Stefan Kraft (AUT)          | Kamil Stoch (POL)           | Daniel-André Tande (NOR)  | Roman Koudelka (25.)      |
| 2017/18 | Kamil Stoch (POL)           | Richard Freitag (GER)       | Daniel-André Tande (NOR)  | Čestmír Kožíšek (48.)     |
| 2018/19 | Rjójú Kobajaši (JPN)        | Stefan Kraft (AUT)          | Kamil Stoch (POL)         | Roman Koudelka (14.)      |
| 2019/20 | Stefan Kraft (AUT)          | Karl Geiger (GER)           | Rjójú Kobajaši (JPN)      | Roman Koudelka (26.)      |
| 2020/21 | Halvor Egner Granerud (NOR) | Markus Eisenbichler (GER)   | Kamil Stoch (POL)         | Viktor Polášek (69.)      |
| 2021/22 | Rjójú Kobajaši (JPN)        | Karl Geiger (GER)           | Marius Lindvik (NOR)      |                           |
| 2022/23 | Halvor Egner Granerud (NOR) | Stefan Kraft (AUT)          | Anže Lanišek (SLO)        |                           |
| 2023/24 | Stefan Kraft (AUT)          | Rjójú Kobajaši (JPN)        | Andreas Wellinger (GER)   |                           |
| 2024/25 | Daniel Tschofenig (AUT)     | Jan Hörl (AUT)              | Stefan Kraft (AUT)        |                           |
| 2025/26 |                             |                             |                           |                           |

### Nejvíce vyhraných ročníků SP
- 4x - Matti Nykänen (Finsko) • Adam Małysz (Polsko)
- 3x - Andreas Goldberger (Rakousko)
- 2x - Janne Ahonen (Finsko) • Armin Kogler (Rakousko) • Primož Peterka (Slovinsko) • Martin Schmitt (Německo) • Thomas Morgenstern (Rakousko) • Gregor Schlierenzauer (Rakousko) • Rjójú Kobajaši (Japonsko) • Halvor Egner Granerud (Norsko) • Kamil Stoch (Polsko) • Stefan Kraft (Rakousko)

### Nejvíce vyhraných závodů SP
- 53 - Gregor Schlierenzauer (Rakousko)
- 46 - Matti Nykänen (Finsko)
- 39 - Adam Małysz (Polsko)
- 36 - Janne Ahonen (Finsko) .
- 33 - Jens Weissflog (NDR / Německo)
- 31 - Kamil Stoch (Polsko)

- 28 - Martin Schmitt (Německo)
- 25 - Andreas Felder (Rakousko)
- 23 - Thomas Morgenstern (Rakousko), Simon Ammann (Švýcarsko)
- 22 - Peter Prevc (Slovinsko), Severin Freund (Německo)
- 20 - Andreas Goldberger (Rakousko)
- 18 - Sven Hannawald (Německo), Andreas Widhölzl (Rakousko)
- 17 - Noriaki Kasai (Japonsko)
- 16 - Matti Hautamäki (Finsko)
- 15 - Kazujoši Funaki (Japonsko), Primož Peterka (Slovinsko), Ernst Vettori (Rakousko)
- 13 - Horst Bulau (Kanada), Armin Kogler (Rakousko)
- 12 - Dieter Thoma (Německo), Andreas Kofler (Rakousko), Stefan Kraft (Rakousko)
- 11 - Roar Ljøkelsøy (Norsko)
- 10 - Pavel Ploc (Československo), Anders Jacobsen (Norsko)
- 9 - Masahiko Harada (Japonsko), Toni Nieminen (Finsko), Ari-Pekka Nikkola (Finsko), Roger Ruud (Norsko), Primož Ulaga (Jugoslávie)

(naposledy aktualizováno 28. 10. 2018)
Češi
- 10 - Pavel Ploc
- 6 - Jakub Janda
- 4 - Roman Koudelka
- 4 - František Jež
- 4 - Jaroslav Sakala
- 3 - Jiří Parma
- 2 - Jan Matura
- 1 - Vladimír Podzimek

(naposledy aktualizováno 11. 2. 2015)

### Nejvíckrát na stupních vítězů
- 108 - Janne Ahonen (Finsko)
- 92 - Adam Małysz (Polsko)
- 88 - Gregor Schlierenzauer (Rakousko)
- 80 - Simon Ammann (Švýcarsko)
- 76 - Matti Nykänen (Finsko)
- 73 - Jens Weissflog (NDR / Německo)
- 63 - Andreas Goldberger (Rakousko), Noriaki Kasai (Japonsko)
- 57 - Kamil Stoch (Polsko)
- 54 - Ernst Vettori (Rakousko)
- 53 - Severin Freund (Německo)
- 52 - Peter Prevc (Slovinsko)
- 51 - Andreas Felder (Rakousko)
- 50 - Andreas Widhölzl (Rakousko)
- 50 - Martin Schmitt (Německo)
- 44 - Stefan Kraft (Rakousko)
- 41 - Ari-Pekka Nikkola (Finsko)
- 40 - Sven Hannawald (Německo)
- 38 - Kazujoši Funaki (Japonsko)
- 37 - Armin Kogler (Rakousko)
- 36 - Dieter Thoma (Německo), Andreas Kofler (Rakousko)
- 34 - Anders Bardal (Norsko)
- 33 - Matti Hautamäki (Finsko)
- 32 - Roar Ljøkelsøy (Norsko)
- 32 - Primož Peterka (Slovinsko)
- 31 - Martin Höllwarth (Rakousko)
- 29 - Horst Bulau (Kanada)
- 28 - Anders Jacobsen (Norsko)
- 27 - Pavel Ploc (Československo)

(naposledy aktualizováno 28. 10. 2007)
Češi
- 27 - Pavel Ploc
- 20 - Jakub Janda
- 17 - Jiří Parma
- 11 - Jaroslav Sakala, Roman Koudelka
- 7 - František Jež
- 6 - Ladislav Dluhoš
- 4 - Jan Matura
- 2 - Vladimír Podzimek
- 2 - Jakub Sucháček
- 1 - Josef Samek
- 1 - Jiří Malec
- 1 - Ján Tánczoš
- 1 - Lukáš Hlava

(naposledy aktualizováno 28. 10. 2018)

### Historické tabulky medailistů
V tabulce jsou uvedeni medailisté (do roku 2008) v závodech Světového poháru. Hlavním kritériem je počet vyhraných závodů. V případě rovnosti rozhoduje počet druhých míst, poté počet třetích míst.

### Nejvíce vyhraných závodů v jedné sezoně

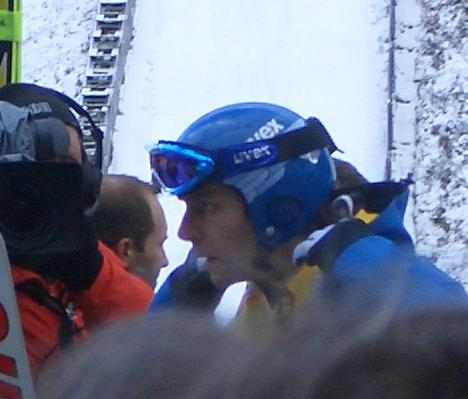
Janne Ahonen vyhrál v sezóně 2004–2005 rekordních dvanáct závodů Světového poháru

- Janne Ahonen (Finsko)		12	2004/2005
- Martin Schmitt (Německo)	11	1999/2000
- Adam Małysz (Polsko)		11	2000/2001
- Matti Nykänen (Finsko) 10	1982/1983
- Matti Nykänen (Finsko) 10	1987/1988
- Andreas Goldberger (Rakousko)	10	1994/1995
- Martin Schmitt (Německo)	10	1998/1999
- Toni Nieminen (Finsko)		8	1991/1992

## Další statistiky a trivia

### Největší bodový rozdíl mezi prvním a druhým místem v závodu SP
- 47,5 bodů - Felder - Fidjestol, 14. 3. 1987 - Planica
- 44,9 bodů - Małysz - Ahonen, 4. 1. 2001 - Innsbruck
- 43,5 bodů - Nieminen - Vettori, 11. 3. 1992 - Trondheim
- 43,2 bodů - Ahonen - Herr, 27. 11. 2004
- 39,3 bodů - Nykänen - Parma, 20. 12. 1987 - Sapporo
- 38,8 bodů - Małysz - Schmitt, 1. 12. 2001 - Titisee-Neustadt
- 35,4 bodů - Nykänen - Vettori, 26. 1. 1986 - Sapporo
- 35,2 bodů - Harada - Małysz, 18. 2. 1996 - Iron Mountain
- 31,9 bodů - Małysz - Ahonen, 6. 1. 2001 - Bischofshofen
- 31,3 bodů - Kasai - Petek, 23. 1. 1993 - Predazzo

(naposledy aktualizováno 27. 11. 2005)

### Nejmenší bodový rozdíl mezi prvním a druhým místem v závodu SP
- 0,1 bodu - Kogler - Braten, 1. 1. 1983 - Garmisch-Partenkirchen
- 0,1 bodu - Berg - Felder, 19. 2. 1986 - Svatý Mořic
- 0,1 bodu - Opaas - Klauser, 30. 12. 1986 - Oberstdorf
- 0,1 bodu - Fidjestol - Weissflog, 21. 1. 1989 - Oberhof
- 0,1 bodu - Widhölzl - Hannawald, 28. 2. 1998 - Vikersund
- 0,1 bodu - Funaki - Morgenstern, 5. 2. 2005 - Sapporo
- 0,1 bodu - Hautamäki - Widhölzl, 19. 3. 2005 - Planica
- 0,1 bodu - Küttel - Janda, 3. 12. 2005 - Lillehammer
- 0,2 bodu - Ruud - Persson, 8. 1. 1985 - Cortina d'Ampezzo
- 0,2 bodu - Nikkola - Felder, 4. 3. 1987 - Oemskoeldsvik
- 0,2 bodu - Goldberger - Schwarzenberger, 14. 1. 1996 - Engelberg
- 0,2 bodu - Peterka - Reuteler, 15. 3. 1998 - Oslo
- 0,2 bodu - Schmitt - Widhölzl, 27. 3. 2000 - Iron Mountain
- 0,3 bodu - Fijas - Bobak, 27. 1. 1980 - Zakopané

(naposledy aktualizováno 4. 12. 2005)

### Dělená vítězství v závodu SP
- Per Bergerud a Manfred Decker, 3. 1. 1982 - Innsbruck
- Ulf Findeisen a Ernst Vettori, 19. 1. 1986 - Oberwiesenthal
- Jon-Inge Kjørum a Pavel Ploc, 14. 1. 1989 - Liberec
- Ari-Pekka Nikkola a Franci Petek, 11. 2. 1990 - Engelberg
- Andreas Felder a Jens Weissflog, 1. 1. 1991 - Garmisch-Partenkirchen
- Andreas Goldberger a Ari-Pekka Nikkola, 21. 1. 1996 - Sapporo
- Roar Ljøkelsøy a Adam Małysz, 29. 1. 2005 - Zakopané
- Gregor Schlierenzauer a Johan Remen Evensen, 12.2. 2011 - Vikersund

(naposledy aktualizováno 27. 11. 2005)

### Nejvyšší známka dosažená v závodu SP
- 328,2 Sven Hannawald 	8. 2. 2003 	Willingen
- 319,1 Sven Hannawald 			12. 1. 2002 	Willingen
- 318,7 Janne Ahonen			27. 11. 2004	Kuusamo
- 316,0 Adam Małysz 	4. 2. 2001 	Willingen
- 309,0 Matti Hautamäki 	12. 1. 2002 	Willingen
- 308,3 Andreas Widhölzl		8. 2. 2003	Wiliingen
- 308,3 Janne Ahonen			28. 11. 2004	Kuusamo
- 307,0 Florian Liegl		8. 2. 2004	Willingen
- 305,6 Robert Kranjec 26. 11. 2005	Kuusamo
- 303,8 Andreas Widhölzl		30. 11. 2005	Kuusamo
- 303,4 Takanobu Okabe		7. 12. 1996	Kuusamo
- 303,0 Robert Kranjec		8. 2. 2003	Willingen

(naposledy aktualizováno 27. 11. 2005)

### Nejstarší vítěz závodu SP
| Jméno                 | věk (ve dnech) |
| --------------------- | -------------- |
| Noriaki Kasai         | 15506          |
| Jan Matura*           | 12034          |
| Jens Weissflog        | 11533          |
| Martin Höllwarth*     | 11226          |
| Andreas Felder        | 10981          |
| Masahiko Harada*      | 10900          |
| Kazujoši Funaki*      | 10877          |
| Roar Ljøkelsøy*       | 10828          |
| Stefan Horngacher     | 10710          |
| Adam Małysz*          | 10704          |
| Johan Sætre           | 10611          |
| Ole Gunnar Fidjestoel | 10590          |
| Rolf Age Berg         | 10538          |
| Janne Ahonen*         | 10467          |
| Andreas Widhölzl*     | 10320          |
| Sven Hannawald        | 10318          |

### Nejmladší vítěz závodu SP
| Jméno                    | věk (ve dnech) |
| ------------------------ | -------------- |
| Steve Collins            | 5840           |
| Thomas Morgenstern       | 5917           |
| Toni Nieminen            | 6028           |
| Janne Ahonen             | 6066           |
| Gregor Schlierenzauer    | 6174           |
| Primož Peterka           | 6177           |
| Martin Höllwarth         | 6481           |
| Nicolas Dessum           | 6545           |
| Reinhard Schwarzenberger | 6566           |
| Roberto Cecon            | 6625           |
| Stephan Hocke            | 6631           |
| Adam Małysz              | 6679           |